# Trnanity
Trnanity (macedónul: Трнаниќ) település Észak-Macedóniában, a Délnyugati körzet Debari járásában.

## Népesség
| 1971 | 45 |
| 2002 | 0  |

2002-ben lakatlan település.